# Samke Makhoba
Samkelisiwe "Samke" Makhoba (sinh ngày 25 tháng 6 năm 1989) là một nữ diễn viên truyền hình người Nam Phi đã đóng vai chính trong hai phim truyền hình MTV Shuga ở Nam Phi.

## Đời sống
Makhoba được sinh ra ở Umlazi, Nam Phi vào năm 1989. Đầu tiên cô chọn học ngành khoa học tại Đại học Western Cape nhưng sau đó cô chuyển sang các khóa học về Phim & Truyền hình tại Đại học Witwatersrand 

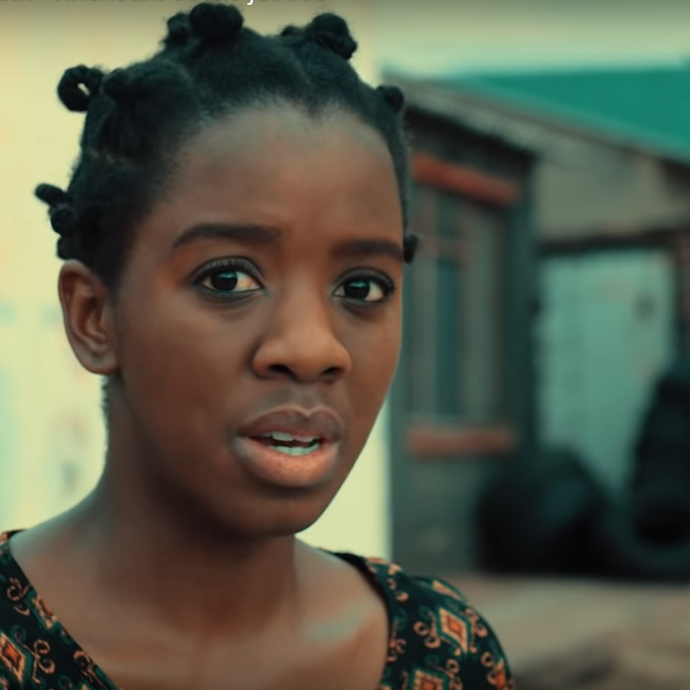
Nhân vật Khensani trên MTV Shuga Down South vào tháng 1 năm 2019

Vai diễn đầu tiên của Makhoba là đóng vai chính Khensani trong loạt phim nổi bật của MTV Shuga. Mặc dù đã 29 tuổi nhưng cô đã được chọn trong một buổi thử vai mở (open casting) để vào vai một thiếu niên chỉ mới mười lăm tuổi. MTV Shuga là một bộ phim được thiết kế để hỗ trợ giáo dục tình dục và nhân vật Khensani của Makhoba có mối quan hệ tình cảm với một người đàn ông trưởng thành. Các diễn viên khác bao gồm Jemima Osunde.
Vào năm 2017, cô được giao vai thứ hai trong bộ phim sitcom truyền hình của SABC1 "Rented Family" (Gia đình cho thuê), trong phim này cô đóng vai con gái của nhân vật chính Zanele.
Makhoba và nhân vật Khensani của cô  trở lại trong sê-ri 7 MTV Shuga. Câu chuyện của cô trở lại trên màn ảnh sau khi nghỉ một năm khi bộ phim kết thúc bối cảnh nước khác và quay trở về với bối cảnh nước Nam Phi.